# Cephidae
Famille
Les Cephidae sont une famille d'insectes de l'ordre des hyménoptères, du sous-ordre des symphytes (mouches à scie).

## Liste des genres
Selon BioLib (12 octobre 2019) :
- genre Caenocephus Konow, 1896
- genre Calameuta Konow, 1896
- genre Cephus Latreille, 1802
- genre Characopygus Konow, 1899
- genre Hartigia Schioedte, 1838
- genre Janus Stephens, 1835
- genre Pachycephus J. P. E. F. Stein, 1876
- genre Syrista Konow, 1896
- genre Trachelus Jurine, 1807

Selon Catalogue of Life (12 octobre 2019) :
- genre Cephus
- genre Janus
- genre Trachelus

Selon ITIS (12 octobre 2019) :
- genre Cephus Latreille, 1802
- genre Janus Stephens, 1829
- genre Trachelus Jurine, 1807

Selon NCBI (12 mars 2024) :
- genre Caenocephus
- genre Calameuta
- genre Cephus
- genre Characopygus
- genre Hartigia
- genre Janus
- genre Pachycephus
- genre Phylloecus
- genre Stenocephus
- genre Syrista
- genre Trachelus